# Nasuh Akar
Nasuh Akar (10. května 1925, Yiğitler – 18. května 1984, Seydişehir) byl turecký zápasník volnostylař v bantamové váze, olympijský vítěz z Letních olympijských her 1948 v Londýně, mistr Evropy a mistr světa.
Nasuh Akar se narodil ve vesnici Sorsavuş (nynější Yiğitler) v provincii Yozgat ve středním Turecku. Po ukončení tamní základní školy odešel studovat střední železniční školu do Eskişehiru. V té době již začal se zápasem ve volném stylu, ve kterém se na střední škole rychle zdokonalil.

## Mezinárodní úspěchy Nasuha Akara
V roce 1946 odjel na své první mistrovství Evropy do Stockholmu. Soutěž v bantamové váze tehdy byla velice napínavá. Po vítězství nad Belgičanem Francoisem Demesmaeckerem, finským mistrem Erkki Johanssonem a maďarským mistrem Lájosem Benczem měl nakročeno ke zlatu, ale pak prohrál se zkušeným stříbrným Evropanem z let 1938 a 1939 Kurtem Pettersénem ze Švédska, což zlato posunulo na konto Bencze, za stříbrným Akarem skončil Johansson.
Na dalším mistrovství Evropy na domácí půdě v Istanbulu v roce 1949 byl po zisku olympijského titulu z Londýna jasným favoritem bantamové váhy. Všechny své soupeře porazil – byli jimi Niilo Turkilla (Finsko), Said-Mohammad Chad (Írán), Kurt Pettersén a Sayed Hafez Shehata (Egypt) a jednoznačně se stal mistrem Evropy. Poslední velkou mezinárodní akcí bylo pro Akara mistrovství světa 1951 v Helsinkách. I zde zvítězil bez porážky, se čtyřmi vítězstvími nad Mehdim Yaghoubim z Íránu, Josephem Trimpontem (Belgie) a Niilo Turkkilou.
Po tomto mistrovství světa vypukl spor mezi tureckým zápasnickým svazem a některými tureckými reprezentanty, kteří byli obviněni ze zatajování výše odměn. Mezi nimi byl i Nasuh Akar. Svaz je posléze označil za profesionály, čímž tito zápasníci přišli o možnost odjet na olympijské hry 1952 do Helsinek. Reakcí Nasura Akara bylo ukončení aktivní kariéry, Akar se pak začal věnovat trenérské práci. Jméno Nasuha Akara nese od roku 1994 nová tréninková sportovní hala v Eskişehiru.

## Akar na olympijských hrách 1948
Letní olympijské hry 1948 v Londýně znamenaly vyvrcholení nepříliš dlouhé Akarovy kariéry. V 1. kole položil na lopatky Kanaďana Normana Maye. Ve druhém kole trojice rozhodčích jednoznačně rozhodla o vítězství nad Švýcarem Walterem Wengerem a mezi posledními osmi pak Akar vyhrál 3:0 nad Erikem Perssonem ze Švédska. Semifinále rozhodlo o bronzové medaili, kterou dík lepšímu bodovému hodnocení z předchozích klání získal Charles Kouyos z Francie, zatímco Akar po lopatkové výhře nad Belgičanem Josephem Trimpontem postoupil do finále. V něm se střetl s Geraldem Leemanem z USA a položil ho na lopatky. Čtyři lopatková vítězství v jednom turnaji byla velmi výjimečná a zlato do Turecka putovalo zaslouženě.